# Battaglia di Mimasetōge
La battaglia di Mimasetōge( 三増峠の戦い?) avvenne nel 1569, quando le forze di Takeda Shingen si ritirarono dopo aver fallito l'assedio di Odawara nella provincia di Sagami. Le forze Hōjō, guidate da Ujiteru e Ujikuni, lo attesero al passo di Mimase. Le avanguardie Takeda, guidate da Baba Nobuharu, furono messe in difficoltà. Shingen guidò il corpo principale dei Takeda.
La battaglia virò in favore dei Takeda quando Yamagata Masakage lanciò un furioso contrattacco che inflisse pesanti perdite agli Hôjô che furono sconfitti e si ritirarono a nord, lasciando i Takeda a ritornare a Kai.